# Lucien Whiting Powell
Pour les articles homonymes, voir Whiting (homonymie) et Powell.
Lucien Whiting Powell, né le 13 décembre 1846 à Upperville dans l'État de la Virginie et mort le 27 septembre 1930 à Takoma Park dans l'État du Maryland aux États-Unis, est un peintre paysagiste américain, notamment connu pour ses tableaux représentant la ville de Venise et le Grand Canal, le parc national de Yellowstone et le Grand Canyon et la Terre sainte.

## Biographie
Lucien Whiting Powell naît à Upperville dans l'État de la Virginie en 1846. Il sert entre 1863 et 1865 dans la cavalerie de la Confederate States Army durant la guerre de Sécession puis étudie auprès du peintre Thomas Moran à la Pennsylvania Academy of the Fine Arts. Il poursuit ses études en Europe où il séjourne à Londres en 1875, copiant notamment des œuvres du peintre Joseph Mallord William Turner exposées à la National Gallery et visitant la campagne anglaise, avec des sujets similaires à Turner.
De retour aux États-Unis, il est actif dans la ville de Washington, où il s'installe en 1885, et passe ses étés dans la région de la Virginie. En 1890, il réalise un voyage d'études à Venise en Italie et visite les villes de Rome, Paris en France et la Suisse. En 1901, il découvre le parc national de Yellowstone en accompagnant une expédition chargé de l'étude géologique du lieu. En 1910, grâce à l'aide financière de Mary Foote Henderson (en), épouse du sénateur John B. Henderson et grande collectionneuse de ses œuvres, il découvre la Turquie, la Terre sainte, l'Égypte et l'Algérie.
Malade, il décède lors d'un séjour dans le sanatorium de Washington à Takoma Park dans l'État du Maryland en 1930.
Ses œuvres sont notamment visibles ou conservées au Smithsonian American Art Museum, à la National Gallery of Art et à l'ambassade du Mexique aux États-Unis de Washington, au Parthénon de Nashville, au High Museum of Art d'Atlanta, au Morris Museum of Art (en) d'Augusta, au Loudoun Museum de Leesburg, au Swope Art Museum (en) de Terre Haute, à la Johnson Collection de Spartanburg et au Flaten Art Museum de Northfield.

## Œuvres

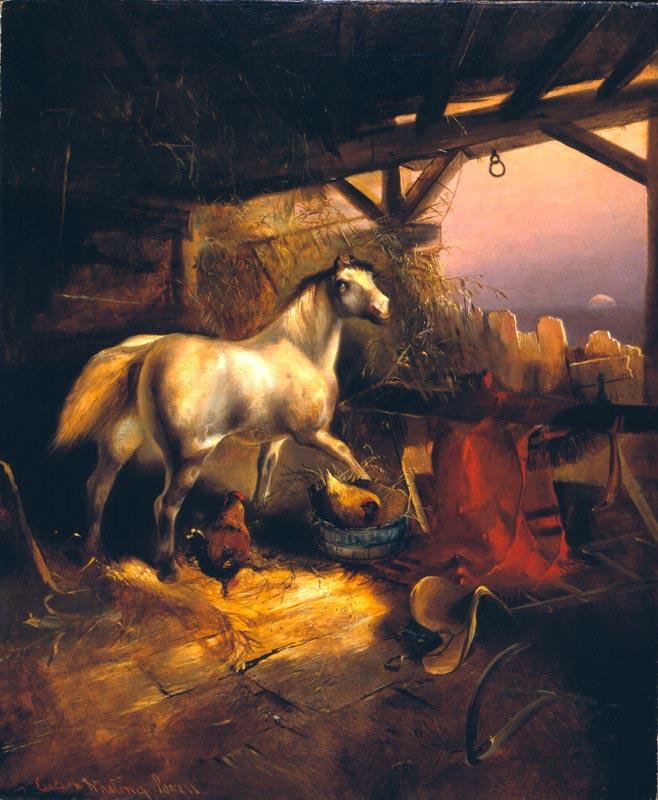
Pride of the Farmyard, entre 1868 et 1878, The Johnson Collection.